# Inge Loes ten Kate
Inge Loes ten Kate (Rotterdam, 30 april 1976) is een astrobiologe. Sinds 2012 is ze als onderzoekster verbonden aan de Universiteit Utrecht.
Ten Kate studeerde aan het Rotterdamse Marnix Gymnasium. Geïnspireerd door onder andere de manifestatie Space '86 had ze besloten ruimtevaarttechniek aan de Technische Universiteit Delft te studeren. In 1999 haalde ze haar master met een scriptie over de Preliminary design of aerocapture manoeuvres around Mars. Van 2001 tot 2006 werkte ze als PhD Astronomie aan de Universiteit van Leiden. Ze promoveerde op een proefschrift getiteld Laboratory investigations on organic material on the Martian surface.
Ten Kate doet onderzoek naar leven op de planeet Mars. Ze heeft vijf jaar, van 2006 tot 2011, in het Goddard Space Flight Center bij de NASA meegewerkt aan de Curiosity, het Mars Science Laboratory, die vervolgens naar de planeet Mars is gestuurd om onderzoek te doen naar leven op Mars. Specifiek was ze betrokken bij de SAM, de Sample Analysis at Mars. Daarnaast was ze in die periode ook verbonden aan de University of Maryland. In 2011 en 2012 was ze visiting researcher aan de Universiteit van Oslo waar ze de fysica van geologische processen bestudeerde.
Met het oog op wetenschapspopularisering is ze actief in de sociale media. Ze heeft meerdere blogs en een Twitter-account en hield voor de NOS een blog bij over de verkenningstocht van de Marswagen. Ook in de klassieke audiovisuele en geschreven media treedt ze regelmatig op voor duiding van de exploratie van Mars.

## Vernoeming planetoïde
Op 15 oktober 2021 maakte de Working Group on Small Body Nomenclature van de Internationale Astronomische Unie bekend dat planetoïde (563318) = 2016 CD144 voortaan bekend staat als (563318) ten Kate.